# Fernando Henrique dos Anjos
Fernando Henrique dos Anjos o simplemente Fernando Henrique (25 de noviembre de 1983, Bauru, São Paulo, Brasil) es un portero brasileño. Actualmente juega en el Noroeste.

## Selección
Fue internacional en 26 ocasiones con la selección sub-20 de Brasil e hizo su debut con la selección absoluta en la victoria ante Haití por 0-6 en Puerto Príncipe el 18 de agosto de 2005 como suplente de Júlio César en la segunda parte.

## Clubes
| Club                      | País   | Año       |
| ------------------------- | ------ | --------- |
| Fluminense FC             | Brasil | 2002-2010 |
| Ceará SC                  | Brasil | 2011-2013 |
| América de Natal          | Brasil | 2014      |
| Internacional de Lages    | Brasil | 2015      |
| Clube do Remo             | Brasil | 2015-2016 |
| Villa Nova AC             | Brasil | 2017      |
| Ceará SC                  | Brasil | 2017-2019 |
| CRB                       | Brasil | 2019      |
| EC Santo André            | Brasil | 2020      |
| Brasiliense FC            | Brasil | 2020-2021 |
| → EC Santo André (cedido) | Brasil | 2021      |
| Oeste FC                  | Brasil | 2021-2022 |
| Portuguesa                | Brasil | 2023      |
| XV de Piracicaba          | Brasil | 2024      |
| Mixto EC                  | Brasil | 2024      |
| EC Noroeste               | Brasil | 2025-     |

## Palmarés

### Campeón
- Campeonato Brasileño: 2010.
- Campeonato Carioca: 2002 y 2005
- Copa Mundial Sub-20: 2003
- Taça Rio: 2005
- Copa de Brasil: 2007
- Campeonato Cearense: 2011, 2012, 2013 e 2018
- Campeonato Potiguar: 2014

### Subcampeón
- Copa Libertadores: 2008